# GhostDeini the Great
GhostDeini The Great – komplikacja amerykańskiego rapera Ghostface Killah. Album zawiera utwory z lat 1995–2007, w których występował Ghostface Killah.

## Lista utworów
| Nr | Tytuł                            | Czas | Producent                             | Gościnnie                               |
| -- | -------------------------------- | ---- | ------------------------------------- | --------------------------------------- |
| 1  | „Kilo (Remix)”                   | 6:03 | MoSS                                  | Raekwon & No Malice                     |
| 2  | „The Champ (Remix)”              | 5:31 | Just Blaze                            |                                         |
| 3  | „Tony Sigel a.k.a. Barrel Bros.” | 3:31 | LV & Sean C                           | Styles P & Beanie Sigel                 |
| 4  | „Slept on Tony”                  | 2:31 | G2J Band                              |                                         |
| 5  | „Run (Remix)”                    | 5:54 | RZA                                   | Raekwon, Jadakiss, Freeway, & Lil Wayne |
| 6  | „Be Easy (Remix)”                | 4:25 | Pete Rock                             | Ice Cube                                |
| 7  | „Mighty Healthy”                 | 3:14 | Mathematics                           |                                         |
| 8  | „It’s Over”                      | 3:30 | K-Def                                 |                                         |
| 9  | „Apollo Kids”                    | 3:52 | Hassam                                | Raekwon                                 |
| 10 | „9 Milli Bros.”                  | 4:17 | MF DOOM                               | Wu-Tang Clan                            |
| 11 | „Walk Around”                    | 3:32 | Anthony Acid                          |                                         |
| 12 | „Street Opera”                   | 3:31 | Fantom the Beat                       | Sun God                                 |
| 13 | „All I Got Is You”               | 5:19 | RZA                                   | Mary Jane Blige & Popa Wu               |
| 14 | „Back Like That (Remix)”         | 4:02 | Xtreme                                | Kanye West & Ne-Yo                      |
| 15 | „Cherchez LaGhost”               | 3:05 | Carlos Bess                           | U-God                                   |
| 16 | „Ghostface X-mas”                | 3:02 | Acid’ Caputo & Shorty 140 Productions |                                         |